# Vizsoly
Vizsoly je vas na Madžarskem, ki upravno spada pod podregijo Abaúj–Hegyközi Županije Borsod-Abaúj-Zemplén. V Vizsolyu so tiskali znano madžarsko Biblijo, prevod Gáspárja Károlyija, ki je bila temelj knjižne madžarščine.